# Migrantenquote
Eine Migrantenquote ist eine Quotenregelung bei der Besetzung von Gremien oder Stellen, nach der ein bestimmter Anteil der Positionen von Migranten besetzt werden soll.

## In Deutschland

### Umsetzungsversuche
In Berlin wurde im Januar 2021 ein Versuch unternommen, eine Migrantenquote bei der Besetzung von öffentlichen Stellen einzuführen. Das Vorhaben wurde später zurückgezogen und durch eine freiwillige Regelung ersetzt.
2024 berichtete Bild über Absichten der SPD-Bundestagsfraktion, eine Migrantenquote einzuführen. Der Fraktionsvorsitzende Rolf Mützenich bestritt dies, führte aber aus, die Sozialdemokratie wolle dafür sorgen, „dass sich mehr Menschen mit Zuwanderungsgeschichte für Arbeitsplätze im öffentlichen Dienst interessieren“.

### Akademische Bewertung
Die Migrationsforscherin Sandra Kostner bewertet eine Migrantenquote im Journal Internationale Politik und Gesellschaft als illiberal. Sie beruhe auf aus den USA importierten Diskursen um strukturelle Diskriminierung der Afroamerikaner, welche sich aber nicht direkt auf Deutschland übertragen ließen und zudem auf dem Denkfehler beruhen würden, wonach „jede statistisch messbare Abweichung [...] automatisch als Folge struktureller Diskriminierungsmechanismen gewertet wird“. Eine Migrantenquote führe wiederum zu neuen Ungerechtigkeiten, etwa wenn diese auf dem Anteil der Migranten in der Bevölkerung basiert, der Pool an Bewerbern für eine bestimmte Position aber einen kleineren Anteil an Migranten aufweist. Die einheimische Bevölkerung ohne Migrationshintergrund könnte sich dadurch benachteiligt fühlen und eine negative Einstellung zur Migration entwickeln. Die Migrantenquote führe außerdem zu einer „Spaltung der Gesellschaft in Merkmalsträger, die zu einem Konkurrenzkampf um staatliche Privilegierungsmöglichkeiten animiert werden“.

### Rechtliche Bewertung
In Legal Tribune Online bewertet der Rechtsanwalt Sebastian Roßner eine Migrantenquote für den öffentlichen Dienst für nicht mit dem Grundgesetz (GG) vereinbar. Er verweist auf Art. 33 Abs. 2 GG, welcher jedem Deutschen „nach seiner Eignung, Befähigung und fachlichen Leistung gleichen Zugang zu jedem öffentlichen Amte“ garantiert. Eine Benachteiligung von Nicht-Migranten würde diesen Grundsatz verletzen. Anders als etwa bei der Gleichstellung der Geschlechter erhalte das Grundgesetz auch keinen Auftrag zur Gleichstellung von Migranten und Nicht-Migranten. Der Rechtsanwalt Udo Vetter sieht in einer Migrantenquote auch eine Verletzung von Art. 3 Abs. 3 GG, wonach unter anderem niemand wegen seiner Abstammung bevorzugt werden darf.